# Cytherois carcinitica
Cytherois carcinitica is een mosselkreeftjessoort uit de familie van de Paradoxostomatidae. De wetenschappelijke naam van de soort is voor het eerst geldig gepubliceerd door Marinov.